# Kānī Mollā
Kānī Mollā (persiska: کانی ملّا) är en ort i Iran.   Den ligger i provinsen Västazarbaijan, i den nordvästra delen av landet, 500 km väster om huvudstaden Teheran. Kānī Mollā ligger 1 579 meter över havet och antalet invånare är 257.
Terrängen runt Kānī Mollā är kuperad.Runt Kānī Mollā är det ganska glesbefolkat, med 48 invånare per kvadratkilometer. Närmaste större samhälle är Naqadeh, 20,0 km norr om Kānī Mollā. Trakten runt Kānī Mollā består i huvudsak av gräsmarker.